# Arolsen Archives - International Center on Nazi Persecution
De Arolsen Archives - International Center on Nazi Persecution (tot 2019 International Tracing Service, afgekort ITS) in Bad Arolsen in Duitsland is een internationaal archief- en documentatiecentrum over slachtoffers van vervolging, dwangarbeid en genocide door Nazi-Duitsland. Het archief bevat ongeveer 30 miljoen documenten over zo'n 17,5 miljoen nazi-slachtoffers. Er zijn meer dan 50 miljoen naamkaarten uit ontstaan. Sinds 2013 is het archief opgenomen op de Werelderfgoedlijst voor documenten.

## Ontstaan
Direct na de Duitse capitulatie in 1945 hadden de geallieerden onder andere tot taak de ongeveer 13,5 miljoen ontheemden (waaronder kampgevangenen, dwangarbeiders en verdreven personen) te repatriëren. Een centraal bureau zou opgericht moeten worden voor de registratie van deze displaced persons en voor de opsporing van vermiste personen. Bad Arolsen was hiervoor een geschikte plek omdat deze plaats vrijwel ongeschonden uit de oorlog was gekomen en omdat daar de telefoon- en telegraafverbindingen nog werkten. Hier werden alle in beslag genomen en gekopieerde archieven en administraties van concentratiekampen, bedrijven en gemeenten verzameld en opgeslagen.

## Archieven
Het volledige archief uit de concentratiekampen Buchenwald en Dachau is er te vinden. Het bestaat uit o.a. lijsten, inventarissen, persoonsbeschrijvingen, verslagen van medische experimenten en verordeningen. Kortom hier ligt een deel van de nauwkeurige administratie die de nazi's bijhielden voor hun terreur van dwangarbeid, deportatie en uitroeiing. Het archief bevat ongeveer 30 miljoen documenten over zo'n 17,5 miljoen nazi-slachtoffers en vult ruim 27 kilometer archiefplanken.
Van elke naam, die wordt aangetroffen, is een aparte kaart gemaakt; in het totaal zijn er 50 miljoen naamkaarten. De namen worden gerangschikt alfabetisch op naam, op geboortedatum en fonetisch. Een naam kan veel fonetische schrijfwijzen hebben.
Een apart archief bevat alle aanvragen voor informatie die tot nu toe zijn ontvangen van familieleden van oorlogsslachtoffers, inclusief de antwoorden die op de aanvragen gegeven zijn.

## Openbaarheid
Het archief werd in eerste instantie gebruikt voor overlevenden die bewijsmateriaal nodig hadden om een uitkering te kunnen krijgen. Het archief werd verder gesloten gehouden uit privacy-overwegingen, ook voor onderzoekers omdat de documenten gevoelige informatie bevatten over personen, zoals iemands politieke overtuiging, over Joodse collaborateurs en hoe men daartoe aangezet werd, wie luizen had, welke medische experimenten er werden uitgevoerd, de aard van een mentale handicap, wie beschuldigd werd van homoseksualiteit, incest of pedofilie. Er was ook de Duitse vrees voor rechtsprocedures als die informatie vrij zou komen. De mogelijkheid tot juridische stappen is ondertussen verjaard.
In 2007 werd een protocol opgesteld dat wetenschappers en onderzoekers toegang geeft tot de archieven in Bad Arolsen van de deportaties tijdens de Tweede Wereldoorlog. Tot de openstelling van de archieven werd besloten na onderhandelingen tussen de 11 lidstaten van het Internationale Comité van het Rode Kruis: België, Duitsland, Frankrijk, Griekenland, Groot-Brittannië, Israël, Italië, Luxemburg, Nederland, Polen en de Verenigde Staten van Amerika. Eind november 2007 werd het archief opengesteld voor onderzoekers en voor het algemene publiek.
Begin 2019 is het archief, met zo'n 30 miljoen items, ook digitaal beschikbaar gesteld zodat het via internet geraadpleegd kan worden.

## Huisvesting
De Arolsen Archives zijn gehuisvest in vier gebouwen. Aangezien onder andere klimaatbeheersing ontbreekt acht men de huidige vier gebouwen niet geschikt om de documenten in te bewaren. De documenten zullen worden verplaatst naar nieuwbouw, die in 2028 klaar moet zijn.